# アムグン川
アムグン川（アムグンがわ、Amgun、ロシア語: Амгу́нь）は、ロシア極東部のハバロフスク地方を流れる川で、アムール川左岸の大きな支流の一つ。長さは723kmにおよぶ。清代までは中国語で「興袞河」（現在はロシア語の音写「阿姆貢河」）と呼ばれた。
アムグン川はアヤーキト川（Аякит）とスルク川（Сулук）の合流により形成される。湿地の多いタイガを抜ける川はしばしば雨で水かさを増し洪水をおこす。おもな支流はニメレン川（Нимелен、額密勒河）などがある。ウリチ地区のトィルの町の付近でアムール川最下流に合流する。この後、アムール川はおよそ140キロメートルで河口に達する。
アムール川の合流点から330km上流まで航行可能である。サケ、チョウザメ、コイなどの漁業資源、上流の森林資源なども豊富である。